# Queijo de Castelo Branco
El queso Castelo Branco ((en portugués) Queijo de Castelo Branco) procede de Castelo Branco, región de Portugal. El queso se elabora con leche de oveja y tiene una textura suave.
El Queijo de Castelo Branco tiene denominación de origen protegida a nivel europeo como uno de los quesos de la Beira Baixa.

## Características
Este queso toma cerca de 40 días para madurar. El contenido graso es del 45%, y el color es muy cercano a blanco. El Castelo Branco es un queso de sabor y aroma intenso, es de color amarillo y la pasta es uniforme así como algo untosa al tacto. Es recomendable servir este queso al final de las comidas (junto con algo de fruta) o como aperitivo.